# Poecilus kugelanni
Poecilus kugelanni – gatunek chrząszcza z rodziny biegaczowatych i podrodziny dzierowatych, zamieszkujący palearktyczną Eurazję od Pirenejów po Syberię.

## Taksonomia
Gatunek ten opisany został po raz pierwszy w 1797 roku przez Georga W.F. Panzera pod nazwą Carabus kugelanni. Epitet gatunkowy nadano na cześć Johanna Gottlieba Kugelanna.

## Morfologia
Chrząszcz o wydłużonym ciele długości od 10,5 do 15 mm, ubarwionym czarno z wierzchem zwykle dwubarwnym – głowa i przedplecze są miedziste do spiżowoczerwonych, a pokrywy metalicznie zielone, tym niemniej spotyka się osobniki o wierzchu ciała jednolicie zielonym, miedzistym, niebieskim, purpurowym, fioletowym lub czarnym. U samicy pokrywy są znacznie bardziej matowe niż u samca. Czułki nie są jednolicie czarne, przynajmniej spody, a często także wierzchy i boki członów pierwszego i drugiego są czerwonawe do rudobrązowych. Człony czułków od pierwszego do trzeciego zaopatrzone są w ostre kile. Głowa wyposażona jest w duże i wyłupiaste oczy. Przedplecze ma wyraźnie mikrorzeźbioną powierzchnię oraz krawędzie boczne równomiernie zaokrąglone ku małym, ale wyraźnym, mocno rozwartym kątom tylnym. Rowki brzeżne przy krawędziach bocznych są na całej długości równie wąskie, nierozszerzone w tyle. Punktowanie nasady przedplecza jest rozproszone, ale wyraźne. Dołki przypodstawowe są dobrze wgłębione, a zewnętrzne z nich są długie i całkowicie odseparowane od krawędzi bocznych podłużnymi, gładkimi zgrubieniami. Pokrywy mają kąty barkowe pozbawione ząbków oraz dobrze wgłębione i wyraźnie punktowane rzędy. Para chetoporów (punktów szczecinkowych) przytarczkowych występuje zawsze. Na międzyrzędzie trzecim występuje od trzech do pięciu (zwykle trzy) chetoporów, zwykle umieszczonych blisko trzeciego rzędu, z których przedni leży wyraźnie przed połową długości pokrywy. Skrzydła tylnej pary są w pełni wykształcone. Odnóża mają brunatnoczarne kolce na goleniach oraz cechują się stopami ze szczecinkami na spodzie ostatniego członu. 

## Ekologia i występowanie
Owad rozmieszczony od nizin po góry, najliczniejszy na wyżynach i przedgórzach. Zamieszkuje tereny otwarte, zwłaszcza suche, nasłonecznione i skąpo porośnięte roślinnością trawiastą, w tym skraje lasów, lasostepy i stepy, polany, poręby i zdegradowane pastwiska.
Gatunek palearktyczny, europejski, znany z Portugalii, Hiszpanii, Wielkiej Brytanii, Francji, Belgii, Holandii, Niemiec, Szwajcarii, Austrii, Włoch, Danii, Estonii, Polski, Czech, Słowacji, Węgier i Ukrainy. W Polsce jest bardzo rzadki, notowany ostatnio w I połowie XX wieku. Na „Czerwonej liście zwierząt ginących i zagrożonych w Polsce” oraz na „Czerwonej liście chrząszczy województwa śląskiego” umieszczony został jako gatunek krytycznie zagrożony wymarciem (CR). Z kolei na „Czerwonej liście gatunków zagrożonych Republiki Czeskiej” znalazł się jako gatunek regionalnie wymarły (RE). Na Słowacji spotykany jest rzadko i lokalnie.